# La Rhune
La Rhune o Larrun in basco, è una cima di 905 m s.l.m. situata nei Paesi baschi e fa parte della catena montuosa dei Pirenei.
Il massiccio della Rhune è attraversato dalla linea della frontiera franco-spagnola, che segna anche il confine fra la provincia basca di Labourd e la Navarra.

## Toponimia
La Rhune è la cima più alta di un massiccio (o di una zona) dalla quale ha preso il nome. Così si trova più ad ovest la punta detta La Petite Rhune o Petit Larroun.
Il nome della cima varia da una carta geografica all'altra: quelle dell'Istituto geografico nazionale di Francia (IGN) citano « La Rhune (Larrun) » in scala 1:25000 o « Larrun (La Rhune) » nella scala 1:50000, mentre quelle geologiche in scala 1:50000 la chiamano « Mont Larroun (la Rhune) ».
Il nome del massiccio è una francesizzazione maldestra del nome basco Larrun (pronuncia La[rr]oun, [rr] designante una consonante vibrante) proveniente dal morfema larr- che significa "pascolo" o "terra": Larrun può assumere il significato di "buon pascolo" in basco batua. Si tratta di un'etimologia popolare che si ritrova in toponimi come Massiccio di Larra-Belagua, Laroin o ancora Laà.

## Geografia

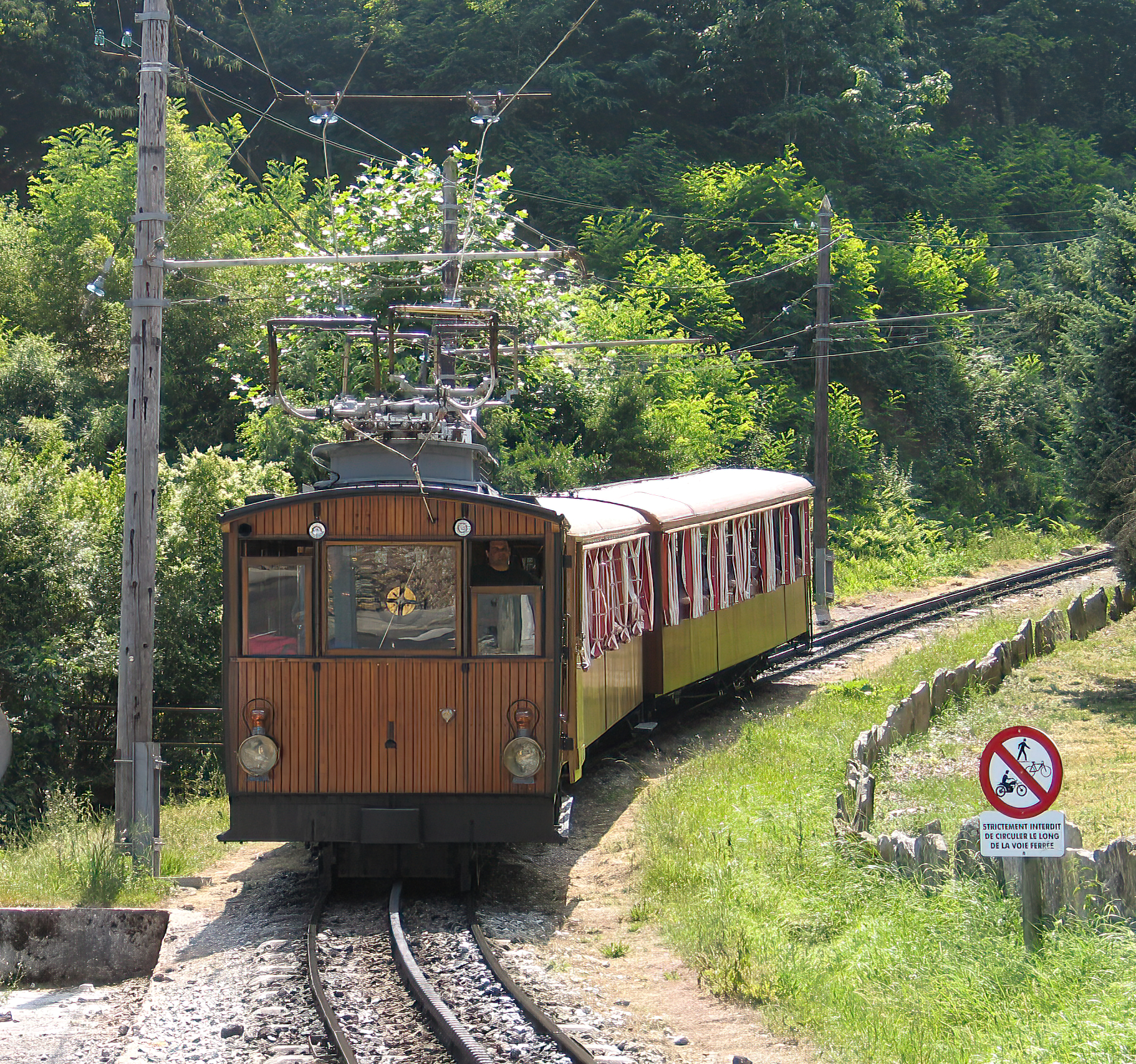
Il trenino de La Rhune

### Topografia
Dalla cima il panorama offre una vista aperta sui territori vicini della Bassa Navarra, della Navarra, della Gipuzkoa e della costa basca sul golfo di Biscaglia.

### Geologia
La gran parte delle rocce data dal Permiano. Dalla sommità scendendo sul fianco est si trova roccia arenaria tipo quella dei Vosgi; sul fianco ovest sono presenti rocce arenarie e strati basaltici; nelle basi nord e sud della montagna si trovano detriti rocciosi e silt recenti.

### Clima
Il clima è quello di tipo oceanico, molto piovoso a causa della vicinanza alle acque calde del golfo di Guascogna ed alla modesta altitudine della montagna. In inverno può normalmente nevicare sulla cima.

## Fauna e flora

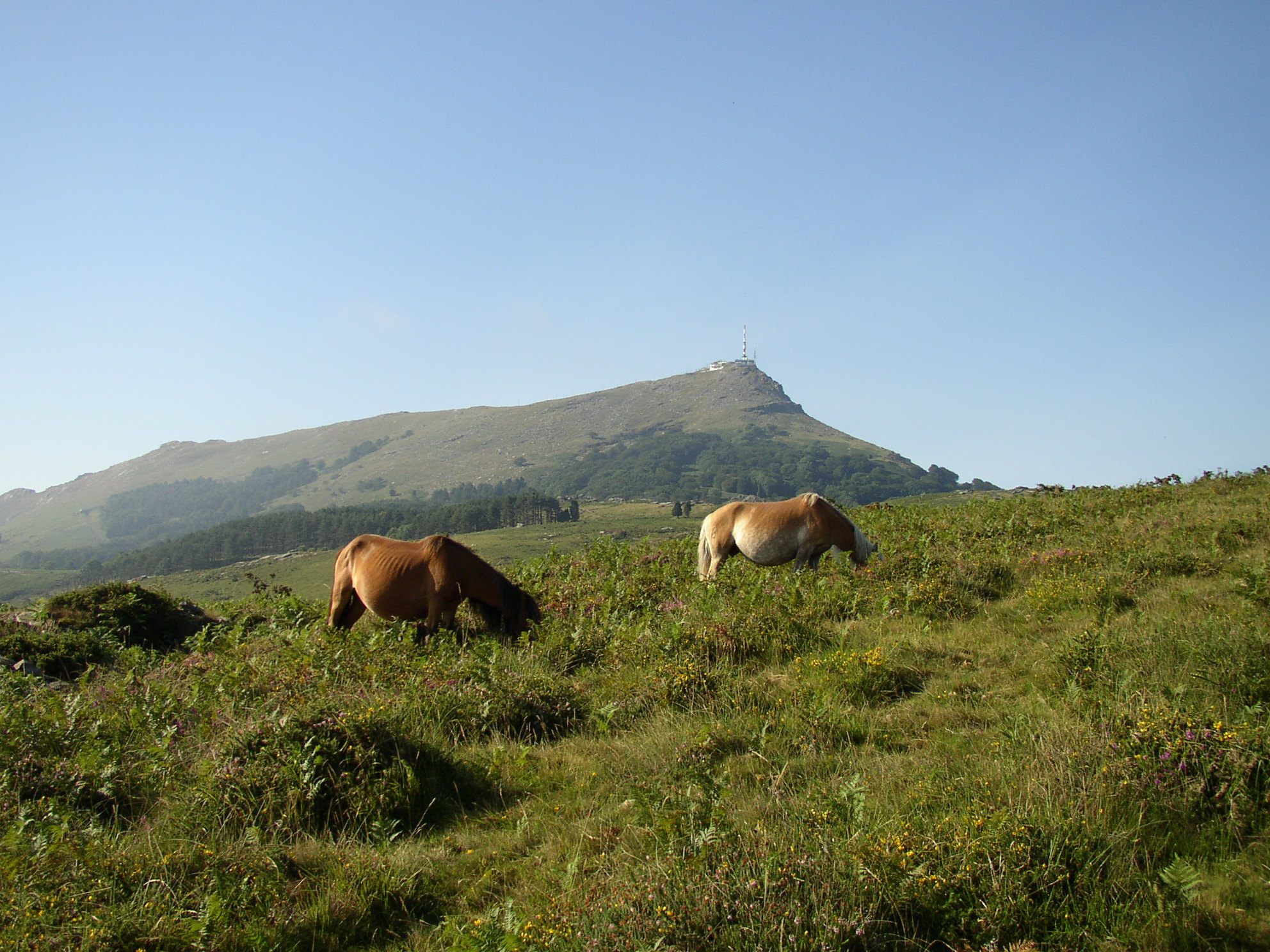
Cavalli in liberta della specie pottok; sullo sfondo La Rhune

Le pendici del monte sono frequentate dai pottok e da greggi di pecore a testa nera o rossa e con le corna avvolte a cavatappi, dette manech testa nera

## Storia
I cromlech, i tumuli e altri dolmen attestano la presenza dell'uomo su queste pendici fin dalla preistoria.
All'inizio del XVII secolo il magistrato francese Pierre de Lancre, incaricato di eseguire indagini su casi di stregoneria segnalati nel Labourd da Enrico IV, particolarmente si parlava di sabba celebrati sulla cime di La Rhune.
Il de Lancre, coadiuvato da Jean d'Espagnet, fece regnare nel Labourd un terrore tale da incitare la popolazione basca locale a rifugiarsi in Spagna. Lo stesso de Lancre si occupava degli interrogatori e un numero considerevole delle 500 persone da lui interrogate finì sul rogo.

## Turismo
L'imperatrice Eugenia, consorte di Napoleone III, soggiornando a Biarritz, diede inizio alla moda delle escursioni in montagna.
La Rhune divenne poi una località turistica molto apprezzata dal 1924, quando venne realizzata la ferrovia a cremagliera che raggiunge la cima partendo dal colle Saint-Ignace.

## Infrastrutture

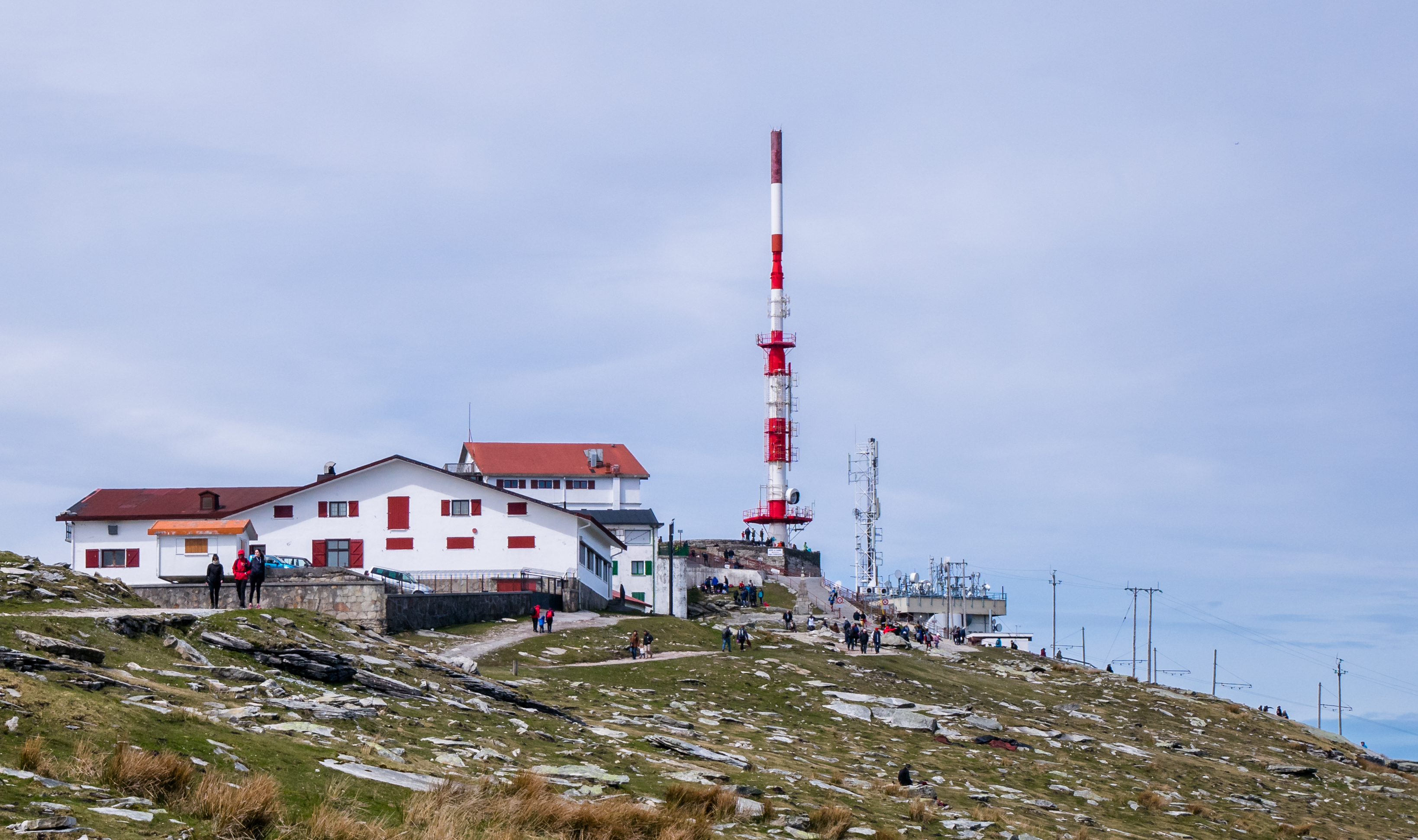
Veduta dal basso della sommità del monte: birreria, negozi di souvenirs, antenne di trasmissione

Sulla cima vi è un grosso impianto presidiato di trasmittenti, più alcuni locali di ristoro per turisti e visitatori.

## Leggende
La Rhune, che domina il Labourd, ha dato origine a molte leggende. Una di queste narra di un serpente a sette code (o forse anche a sette teste), chiamato lehen sugea. Un giorno esso sputò metalli nobili che si trovavano nella montagna: oro ed argento discesero dai pendii de La Rhune formando rivoli ardenti che distrussero i boschi della zona; questo spiegherebbe l'assenza di boschi nel Labourd.